# Ester (ime)
Ester je žensko osebno ime.

## Izvor imena
Ime Ester je različica ženskega osebnega imena Estera.

## Pogostost imena
Po podatkih Statističnega urada Republike Slovenije je bilo na dan 31. decembra 2007 v Sloveniji število ženskih oseb z imenom Ester: 314.

## Osebni praznik
Osebe z imenom Ester lahko godujejo takrat kot osebe z imenom Estera.